# Квантовое блуждание
Квантовое блуждание — квантовый аналог классического случайного блуждания. 
Как и в случае классических случайных блужданий, квантовые блуждания допускают формулировки как в дискретном, так и в непрерывном времени.
Квантовое блуждание используется при разработке рандомизированных алгоритмов.
Для решения некоторых задач оракула квантовые блуждания обеспечивают экспоненциальное ускорение по сравнению с любым классическим алгоритмом.
Квантовые блуждания также обеспечивают полиномиальное ускорение по сравнению с классическими алгоритмами для решения многих практических задач, таких как задача различения элементов, 
задача нахождения треугольника,  и вычисление деревьев NAND.
Хорошо известный алгоритм Гровера также можно рассматривать как алгоритм квантового блуждания.
Квантовые блуждания сильно отличаются от классических случайных блужданий.
В частности, они не сходятся к предельным распределениям и из-за силы квантовой интерференции могут распространяться значительно быстрее или медленнее, чем их классические варианты. 
В квантовых блужданиях случайность возникает только когда система измеряется и собирается классическая информация.
Согласно законам квантовой механики, эволюция изолированной квантовой системы является детерминированной.
Это означает, что, используя текущие условия, можно точно предсказать будущее поведение системы (пока не проведено измерение).